# اكدال سيدي عبد الرحمان (حرارة)
اكدال سيدي عبد الرحمان هي إحدى مشيخات المملكة المغربية، تتبع جغرافيا لإقليم آسفي وإداريًا لحرارة. يقدر عدد سكانها بـ 1868 نسمة حسب الإحصاء الرسمي للسكان والسكنى لسنة 2004.